# Totanés
Totanés es un municipio y localidad española de la provincia de Toledo, en la comunidad autónoma de Castilla-La Mancha. El término municipal tiene una población de 371 habitantes (INE 2024).

## Toponimia
El término Totanés podría derivarse de Totta,  que sería el nombre del dueño del lugar en la época romana.
La primera certeza toponímica que se tiene es que, en el siglo VII, San Eugenio de Toledo escribe un poema dedicado a la Basílica de San Félix que está en Tutanesio. A partir de este dato, según recientes investigaciones, se puede deducir que el nombre del pueblo en época visigoda fue Tutanesio (enlace roto disponible en Internet Archive; véase el historial, la primera versión y la última). y que de ahí pasó a ser Tutanés derivando finalmente en el nombre actual de Totanés.

## Geografía
El municipio se encuentra situado en la comarca de los Montes de Toledo en una llanura surcada por barrancos y arroyos que van a desembocar en el Tajo. Linda con los términos municipales de Cuerva, Polán, Noez, Pulgar y Gálvez, todos de Toledo.

## Historia
En su término municipal se han hallado restos megalíticos de un probable crómlech. Totanés fue repoblada en la antigüedad por mozárabes toledanos y hasta el siglo XIX perteneció a la jurisdicción de Toledo.
En la actualidad se enclava dentro de su provincia y es uno de los pueblos más antiguos de la zona, como confirma el Toro celtíbero que actualmente se encuentra ubicado en la Plaza principal del pueblo. 
Asimismo, existen restos arqueológicos posteriores que indican la continuidad de su habitación, como un muro romano y unas tumbas del mismo origen situadas en las proximidades del lugar, asunto no de extrañar ya que una de las vías romanas pasaba por Totanés, la que partía de Toledo pasando por Guadamur, Polán, Noez, Totanés, Menasalbas, Puerto del Marchés, etc. hasta llegar a Mérida.
Todavía seguía habitado en época visigoda, pues se ha documentado la existencia de una basílica monástica dedicada al culto de San Félix fundada por Eterio y su esposa Teudosinda. Existe noticia de esta basílica porque se cantó un poema compuesto en honor de esta iglesia por Eugenio de Toledo, arzobispo entre los años 646 y 649.

### Mozárabes
Durante la primera mitad del siglo XII se inició una repoblación de Totanés por mozárabes toledanos, estabilizándose posiblemente en el siglo XIII, pues documentos de esta fecha nos hablan de una “alquería mozárabe en Totanés”, poblada en el año 1238. Esta tradición mozárabe se fue manteniendo en Totanés al menos hasta los siglos XVIII y XIX, pues en las tazmias conservadas en la parroquia de San Marcos de Toledo, se encuentran familias de esta condición como vecinos del lugar.
Una vez desaparecida la antigua iglesia visigótica por la invasión musulmana, estos mozárabes residentes en Totanés dependieron de las iglesias parroquiales de Toledo hasta el siglo XV.

### Iglesia
Sobre la antigua iglesia visigoda se construyó un templo de tres naves cubierto con alfarje de pino y lacerías mudéjares, en época del Cardenal Cisneros. Templo que, hoy en día, se encuentra perfectamente restaurado y a disposición del visitante.
 La iglesia está formada por planta de cruz latina de tres naves, la central más alta que las laterales y de mayor altura. El crucero está cubierto por artesa de pino de limas mohamares, octogonal y cupuliforme. El ábside, ha sido cubierto por bóveda de cascarón o de cuarto de esfera, profusamente decorado con motivos florales y geométricos barrocos.
La torre es de tres cuerpos: El primero de sillares, el segundo de mampostería y ladrillo y el tercero de ladrillo con dos huecos de arco de medio punto por cada cara. Cornisa de ladrillo y cubierta a cuatro aguas. Es una torre mudéjar.

### Señorío de Totanés
Según datos recopilados del libro, Totanés, 400 años de una familia (2007), editado por el Excmo. Ayuntamiento de Totanés, en este pueblo hubo un ilustre Mayorazgo, fundado por Hernán Carrillo de Guzmán y Toledo y Juana de Osorio y Rojas, su mujer, Señores de Totanés. Éstos, que ya tenían tierras en el lugar, heredadas del abuelo de Hernán: Juan Carrillo, Señor de Totanés, compraron el resto a la corona (que ésta había adquirido por la confiscación de bienes que sufrió Hernando Dávalos, comunero excluido del perdón otorgado por el Emperador Carlos, y que, por herencia de su abuela, poseía en Totanés.).
Los bienes y tierras de Totanés pertenecientes a Hernando Dávalos se compraron
 por un cuento (un millón) y cuatrocientos mil maravedíes, según el Real privilegio de 9 de enero de 1525 refrendado por el secretario Francisco de Los Cobos, confirmado por Real carta el 13 de febrero inmediato, refrendada por el Secretario Lorenzo Galinde.
 Este Mayorazgo se fundó en Toledo el 14 de noviembre de 1528 ante Fernán Rodríguez de Cascales, escribano público, previa facultad de la Reina Juana y de su hijo el Emperador Carlos I de España y V de Alemania, dada en Madrid a 31 de marzo de 1525. Con imposición de los apellidos CARRILLO y OSSORIO, cuyas capitulaciones se hicieron ante el propio Fernán Rodríguez, llevando ella en dote la dehesa de Belvís y ofreciéndole él 2.500 ducados en arras, de todo lo cual le hizo carta de pago el 8 de febrero de 1529 ante el mismo escribano.
Los Señores de Totanés eran una de las familias ilustres de la nobleza toledana. Los apellidos Carrillo-Osorio pertenecían a las grandes Casas de España. Prueba de ello es que el apellido Carrillo de aquella época aparece con frecuencia asociado a títulos nobiliarios, así como en distintas órdenes: Santiago, Calatrava, Alcántara.
La villa de Cuerva fue comprada en el siglo XV por Juan Carrillo, Adelantado de Cazorla, Señor de Layos, y vendido después, a Garcilaso de la Vega y Dª Sancha de Guzmán (padres del poeta y del Comunero Pedro Laso de la Vega) por su hija Teresa de Guevara, madre del citado Hernando Dávalos, comunero y Señor de Totanés.

#### Hernando Dávalos
En el siglo XVI, antes de que Hernán Carrillo de Guzmán y Toledo y Juana Osorio de Rojas, su mujer, firmaran escrituras del Mayorazgo de Totanés en el año 1528, ya existía un Señorío cuyo propietario fue Hernando Dávalos, Regidor de Toledo y dirigente comunero. Dicho Señor era de la casa Dávalos, hijo de Ruy López Dávalos y Teresa Vélez de Guevara, nieto de Hernándo López de Ávalos (Dávalos) y María Carrillo y Palomeque, y este último, hijo de Ruy López de Ávalos, Adelantado de Murcia, Conde de Ribadeo, Condestable de Castilla, Camarero Mayor y gran valido del rey Enrique III. Éste fue hijo de Diego López de Ávalos, hermano de Pedro López de Ávalos, siendo éstos hijos de Mencía de Ávalos que casó con Sancho Ruiz de Baeza. Mencía de Ávalos fue hija de Lope Fernández de Ávalos, Alcalde de Úbeda en el año 1300 y que a la vez, fue hijo de Íñigo Lope, 7º Señor de Vizcaya, Conde de Durango. Hernando Dávalos poseyó hacienda en Totanés.

#### Fray Sebastián de Totanés
El ilustre Sebastián Gómez de Herrera, "Fray Sebastián de Totanés" hijo de Francisco Gómez y María de Herrera, fue un célebre, culto y letrado fraile franciscano nacido en Totanés en el año 1688 y autor del manual «Arte de la lengua tagala». El 23 de marzo de 1705, ingresó en el convento de Fuensalida. En Toledo cursó estudios superiores, donde una vez terminados continuó impartiendo clases de filosofía. A los 26 años de edad emprendió su viaje a Filipinas. Falleció en el Monasterio de San Gil de Madrid, en la fecha del 12 de febrero de 1748.

## Demografía
Cuenta con una población de 371 habitantes (INE 2024).
| Gráfica de evolución demográfica de Totanés entre 1842 y 2021                                                         |
| |
| Población de derecho según los censos de población del INE. Población de hecho según los censos de población del INE. |

| 349           | 359 | 369 | 363 | 375 | 374 | 369 | 386 | 409 | 417 |
| (Fuente: INE) |     |     |     |     |     |     |     |     |     |

NOTA: La cifra de 1996 está referida a 1 de mayo y el resto a 1 de enero.

## Administración
| Periodo   | Nombre                          | Partido   |
| --------- | ------------------------------- | --------- |
| 1979-1983 | Salvador J. A. Barba Payo       | UCD       |
| 1983-1987 | Salvador J. A. Barba Payo       | AP/PDP/UL |
| 1987-1991 | Salvador J. A. Barba Payo       | PP        |
| 1991-1995 | Alberto Azaña Rodríguez         | PP        |
| 1995-1999 | Alberto Azaña Rodríguez         | PP        |
| 1999-2003 | Esteban Villarreal Medina       | PP        |
| 2003-2007 | Esteban Villarreal Medina       | PP        |
| 2007-2011 | Gonzalo Rojas Higuera           | PSOE      |
| 2011-2015 | Ildefonso Gutiérrez Villarreal. | PP        |

## Patrimonio

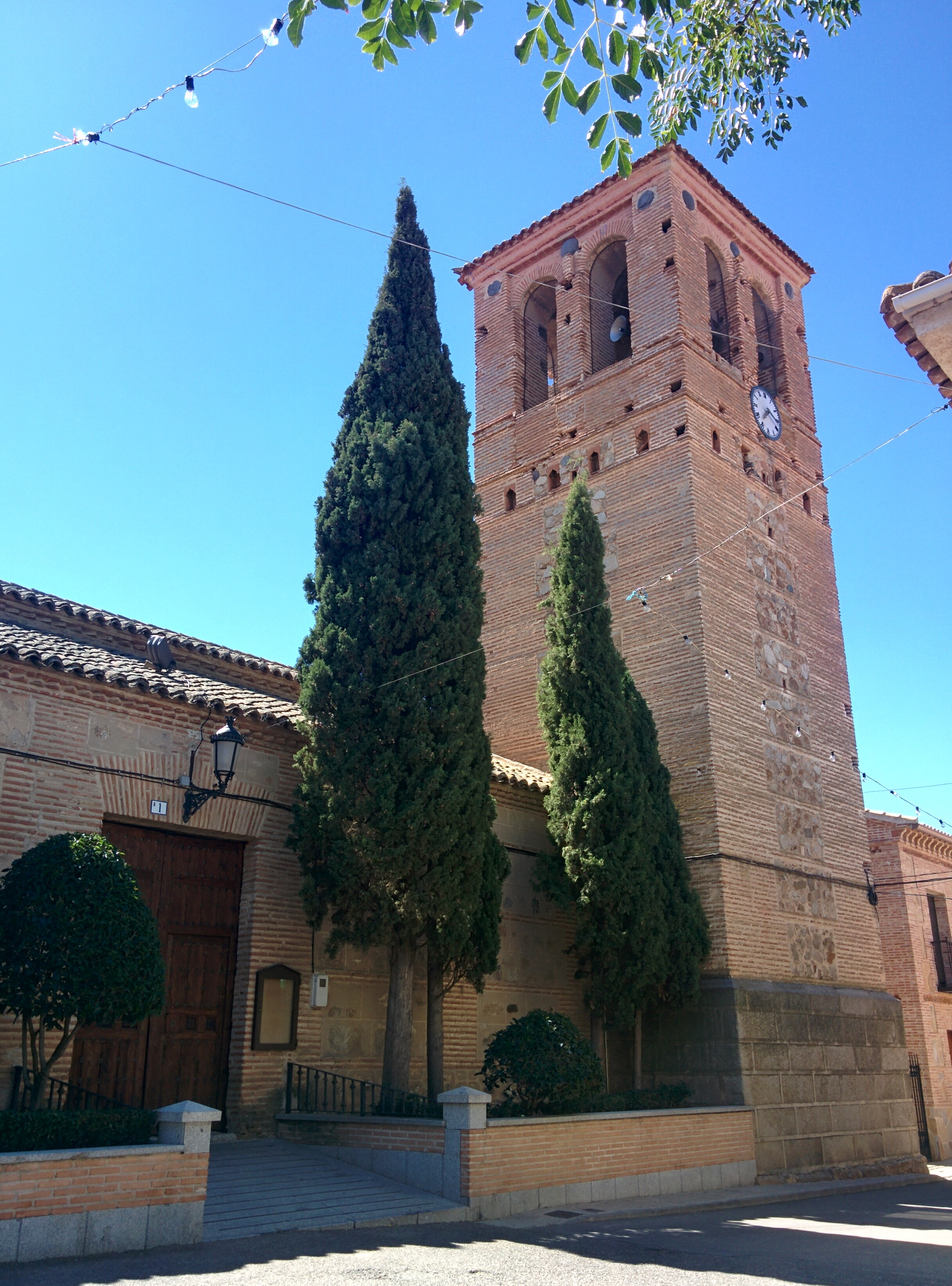
Iglesia de la Inmaculada Concepción

- Iglesia parroquial de la Inmaculada Concepción que a mediados del siglo XVI ya estaba dedicada a la Concepción de Nuestra Señora y continúa hasta nuestros días.
- Yacimiento prehistórico megalítico tipo crómlech con características similares a los de Stonehenge.[15]

## Fiestas
- 1 de mayo: Fiesta de Los Mayos.
- 13 de junio: Fiestas de la hermandad de San Antonio de Padua.
- Tercer fin de semana de septiembre: fiestas patronales de la  Purísima Concepción.